# After Love (First Boyfriend) / Girlfriend
After Love (First Boyfriend) / Girlfriend – singel Crystal Kay wykonany z BoA wydany 12 sierpnia 2009 roku.
Singel umieszczono na albumie Crystal Kay Spin the Music.

## Lista utworów
- CD singel (12 sierpnia 2009)

1. „After Love (First Boyfriend)” (featuring Kaname) – 3:32
2. „Girlfriend” (featuring BoA) – 3:44
3. „Deaeta Kiseki” (出会えた奇跡 „Miracle Encounter”) – 4:22
4. „After Love (First Boyfriend) (Instrumental)” – 3:32
5. „Girlfriend (Instrumental)” – 3:44

## Notowania na Listach przebojów
| Kraj    | Lista (2009)         | Najwyższa pozycja |
| ------- | -------------------- | ----------------- |
| Japonia | Hot Top Airplay      | 17                |
| Japonia | Japan Hot 100        | 20                |
| Japonia | Daily Singles Chart  | 21                |
| Japonia | Weekly Singles Chart | 31                |
| Japonia | Hot Singles Sales    | 35                |